# Dirección General de Racionalización y Centralización de la Contratación
La Dirección General de Racionalización y Centralización de la Contratación (DGRCC) es el órgano directivo del Ministerio de Hacienda, adscrito a la Subsecretaría, responsable de la dirección y gestión del sistema estatal de contratación centralizada, un sistema que tiene como objetivo racionalizar y mejorar la eficiencia y transparencia administrativa a la hora de adquirir bienes y servicios.
La directora general de Racionalización y Centralización de la Contratación es, desde el 23 de junio de 2018, Paloma Rosado Santurino.

## Historia

### Antecedentes
Las primeras medidas en España orientadas a centralizar ciertas compras para ahorrar y hacer más eficiente la adquisición de bienes y servicios por parte de las Administraciones Públicas se puede rastrear hasta 1935, cuando se crean, en cada departamento ministerial, una Junta de Compras de Material de Oficina.
A partir de 1967 se unifican estas competencias y órganos en el Ministerio de Hacienda, concretamente en la Dirección General del Patrimonio del Estado, que va desarrollando este sistema de compras centralizadas ampliándo su área de actuación en décadas posteriores a todo tipo de material de oficina, informática o vehículos oficiales, entre otras. En 1987 se crea la Subdirección General de Compras, primer órgano directivo de la Administración del Estado para esta responsabilidad y que existirá hasta 2013, cuando se crea la actual Dirección General.

### Dirección General
La DGRCC fue creada en septiembre de 2013 asumiendo las funciones que hasta entonces ejercía la Dirección General del Patrimonio del Estado a través de la Subdirección General de Compras. Su razón de ser está en las numerosas propuestas que realizó la Comisión para la Reforma de las Administraciones Públicas (CORA) ante «aquellas actividades de gestión que, por ser similares o de la misma naturaleza, puedan desempeñarse de forma unificada o coordinada, aprovechando así, en mayor medida, los medios públicos. En este contexto, se ha considerado prioritario impulsar y extender los sistemas de compras centralizadas para el aprovisionamiento del sector público que permitan mejorar los procesos de contratación, racionalizar su gestión y, en última instancia, obtener ahorros».
Para conseguir esta centralización, se creó este órgano directivo que se componía de las subdirecciones generales de Análisis y Planificación de la Contratación Centralizada, de Contratación Centralizada de Suministros, Obras y Servicios, de Contratación Centralizada de Tecnologías, y de Administración Financiera y Presupuestaria de Contratación Centralizada. Asimismo, incluía la Secretaría de la Junta de Contratación Centralizada.
Una nueva reforma en 2017 supuso una reorganización de funciones y competencias, basada en cinco subdirecciones generales, a saber: de Coordinación y Gestión Presupuestaria, de Contratación Centralizada de Servicios y Suministros para la Gestión de Inmuebles, de Contratación Centralizada de Tecnologías, de Contratación Centralizada de Servicios y Suministros de carácter Operativo y la Secretaría de la Junta de Contratación Centralizada.
Sin mayores cambios, se mantendrá así hasta 2024, cuando la Subdirección General de Coordinación y Gestión Presupuestaria se renombra como Subdirección General de Gestión Presupuestaria y Asuntos Generales y se le añade una nueva Subdirección General de Coordinación de Procesos y Análisis de Información responsable de analizar información, proponer mejoras en su ámbito, seguridad informática y protección de datos, así como de la atención a usuarios.

## Funciones
Sus funciones se regulan en el Artículo 16 del Real Decreto 206/2024, y son:
1. Análisis y adopción de medidas para la mejora de la racionalización en el ámbito de la contratación centralizada.
2. Elaboración de propuestas normativas en materia de contratación centralizada.
3. Propuesta al ministro de Hacienda de la declaración de contratación centralizada de suministros, obras y servicios.
4. Elaboración de estudios e informes en materia de contratación centralizada. Estos informes podrán emitirse con alcance general, sin necesidad de solicitud previa, con efectos en todos aquellos expedientes que reúnan las condiciones que se prevean en dicho informe.
5. Tramitación de los acuerdos de adhesión al sistema estatal de contratación centralizada.
6. Gestión de medios humanos, materiales y económico presupuestarios asignados a la Dirección General.
7. Elaboración de los pliegos de cláusulas administrativas particulares, gestión y tramitación administrativa de los expedientes de contratación centralizada y funciones de secretaría del órgano de contratación del sistema estatal de contratación centralizada.
8. Estudio, planificación, diseño, gestión y seguimiento de la contratación centralizada de servicios y suministros para la gestión de inmuebles y el funcionamiento de los servicios.
9. Estudio, planificación, diseño, gestión y seguimiento de la contratación centralizada de los suministros y servicios de tecnologías de la información y las comunicaciones.
10. Estudio, planificación, diseño, gestión y seguimiento de la contratación centralizada de servicios y suministros de carácter operativo.
11. Estudio, planificación, diseño, gestión y seguimiento de la contratación centralizada de otros bienes y servicios distintos de los anteriores.
12. La relación con instituciones, organismos internacionales y la participación en foros nacionales e internacionales en materia de contratación centralizada.
13. Obtención, tratamiento y análisis de la información de la contratación centralizada.
14. Impulso, coordinación y seguimiento de la tramitación electrónica de los procesos en el ámbito del sistema estatal de contratación centralizada.
15. Gestión de la seguridad de la información y de la protección de datos personales en el ámbito de la Dirección General.
16. Atención a usuarios del sistema estatal de contratación centralizada.
17. Cuantas otras funciones pudieran serle atribuidas o le otorgue el ordenamiento jurídico, en particular los artículos 218 a 230 de la Ley 9/2017, de 8 de noviembre, y su normativa de desarrollo en los que se regula con carácter básico los principios, creación y funcionamiento de las centrales de contratación.

## Estructura
De la Dirección General dependen los siguientes órganos directivos, a través de los cuales ejerce las funciones anteriores:
- La Subdirección General de Gestión Presupuestaria y Asuntos Generales: que ejerce con carácter general las funciones atribuidas en los puntos 1 a 6 de la sección anterior, elevando para ello las propuestas que correspondan al titular de la DGRCC, sin perjuicio de las que por razones de eficiencia y eficacia pudieran asignársele de las previstas en los puntos 8 a 11, y 17.
- La Subdirección General de Contratación Centralizada de Servicios y Suministros para la Gestión de Inmuebles: que ejerce con carácter general, las funciones atribuidas en los puntos 1 y 8 de la sección anterior, sin perjuicio de las que por razones de eficiencia y eficacia pudieran asignársele de las previstas en los puntos 9 a 11, y 17.
- La Subdirección General de Contratación Centralizada de Tecnologías: que ejerce las funciones atribuidas en los puntos 1 y 9 de la sección anterior, sin perjuicio de las que por razones de eficiencia y eficacia pudieran asignársele de las previstas en los párrafos 8, 10, 11 y 17.
- La Subdirección General de Contratación Centralizada de Servicios y Suministros de carácter Operativo: que ejerce con carácter general las funciones atribuidas en los puntos 1 y 10 de la sección anterior, sin perjuicio de las que por razones de eficiencia y eficacia pudieran asignársele de las previstas en los párrafos 8, 9, 11 y 17.
- La Secretaría de la Junta de Contratación Centralizada: que ejerce con carácter general las funciones atribuidas en los puntos 1 y 7 de la sección anterior, sin perjuicio de las que por razones de eficiencia y eficacia pudieran asignársele de las previstas en el punto 17.
- La Subdirección General de Coordinación de Procesos y Análisis de Información, que ejercerá con carácter general las funciones atribuidas en los puntos 1, 13, 14, 15 y 16 de la sección anterior, sin perjuicio de las que por razones de eficiencia y eficacia pudieran asignársele de las previstas en el párrafo 17.

## Directores generales
A fecha de hoy, solo tres personas han ocupado esta posición:
- María Luisa Lamela Díaz (21 de septiembre de 2013-26 de noviembre de 2016)
- Pablo Arellano Pardo (31 de diciembre de 2016-23 de junio de 2018)[7]
- Paloma Rosado Santurino (23 de junio de 2018-presente)[2]

## Presupuesto
La Dirección General tiene un presupuesto asignado de 321 138 360 € para el año 2024. Este presupuesto se divide mediante dos programas, uno dotado con cuatro millones de euros para la gestión del Sistema Estatal de Contratación Centralizada, y otro de 317 millones de euros para satisfacer necesidades de contratación centralizada. En este último apartado destacan como principales dotaciones: la contratación de servicios de comunicaciones postales y mensajería (128,24 millones), servicios de limpieza de edificios (74,5 millones), servicios de telecomunicaciones (73,6 millones) y servicios de seguridad en edificios (37,6 millones).
De acuerdo con los Presupuestos Generales del Estado para 2023, prorrogados para 2024, la DGRCC participa en dos programas:
| Nº Programa                   | Programa                                    | Dotación      | Ref.   |
| ----------------------------- | ------------------------------------------- | ------------- | ------ |
| 923M                          | Dirección y Servicios Generales de Hacienda | 4 066 660 €   | [ 9 ]  |
| 923R                          | Contratación centralizada                   | 317 071 700 € | [ 10 ] |
| Total presupuesto de la DGRCC | Total presupuesto de la DGRCC               | 321 138 360 € |        |